# Araucariameesstekelstaart
De Araucariameesstekelstaart (Leptasthenura setaria) is een zangvogel uit de familie Furnariidae (ovenvogels).

## Verspreiding en leefgebied
Deze soort komt voor in Zuid-Amerika in zuidoostelijk Brazilië en noordoostelijk Argentinië. Zijn voedsel bestaat vrijwel vrijwel uitsluitend uit arthropoden, gevonden in Araucaria angustifolia bomen.

## Status
De grootte van de populatie is niet gekwantificeerd maar de soort wordt omschreven als algemeen. Aangenomen wordt dat de aantallen behoorlijk snel dalen door ontbossing. Op de Rode lijst van de IUCN heeft deze soort daarom de status gevoelig.